# Epitriptus farinosus
Epitriptus farinosus är en tvåvingeart som beskrevs av Becker och Stein 1913. Epitriptus farinosus ingår i släktet Epitriptus och familjen rovflugor. Inga underarter finns listade i Catalogue of Life.